# Bărbatul care l-a ucis pe Hitler și apoi pe Bigfoot
Bărbatul care l-a ucis pe Hitler și apoi pe Bigfoot (în engleză The Man Who Killed Hitler and Then the Bigfoot) este un film dramatic de aventură din 2018 scris, produs și regizat de Robert D. Krzykowski. Filmul îi are în distribuție pe Sam Elliott, Aidan Turner, Larry Miller⁠(d), Ron Livingston⁠(d) și Caitlin FitzGerald⁠(d).
Filmul a avut premiera pe 20 iulie 2018 în cadrul Festivalul de Film Fantasia din Montreal, Canada. Premiera în SUA a avut loc la Plaza Classic Film Festival din El Paso, Texas pe 10 august 2018. În Marea Britanie a rulat în cadrul FrightFest London⁠(d) pe 26 august 2018, în Spania la Sitges Film Festival și în Finlanda la Festivalul de Film Night Visions⁠(d).
John Sayles⁠(d) și Douglas Trumbull⁠(d) sunt producători executivi. Trumbull a contribuit și la efectele speciale.

## Intriga
Acțiunea filmului are loc în 1987 și începe cu povestea bătrânului Calvin Barr (Sam Elliott) care își trăiește ultimele zile în orașul natal alături de câinele său. Barr își amintește prin flashbackuri de acțiunile comise în timpul celui de-al Doilea Război Mondial când a fost trimis să-l asasineze pe Adolf Hitler. Deși misiunea este executată cu succes, operațiunea este secretizată și nu este dezvăluită niciodată publicului. Este implicat la un moment dat într-un conflict fizic cu o bandă de tâlhari care încearcă să-i fure mașina și este urmărit de persoane misterioase în mașini guvernamentale. În cele din urmă, este abordat de câțiva bărbați care se dovedesc a fi agenți guvernamentali americani și canadieni. Aceștia îi explică că toate ființele de pe Terra sunt în pericol din cauza unui virus ciudat care ucide oameni și animale, iar sursa virusului este însuși Bigfoot. Conștienți că Barr este un bun survivalist, căutător⁠(d) și unul dintre puținii oameni de pe planetă imuni la acest virus, agenții încearcă să-l convingă să plece în sălbăticie și să-l ucidă pe Bigfoot, sperând totodată că acest fapt la pune capăt epidemiei.
Barr îl vânează pe Bigfoot și reușește să-l rănească. După ce îl urmărește o perioadă îndelungată, descoperă creatura aflată pe moarte. În loc să-l predea guvernului, alege să-i incinereze corpul, dar Bigfoot se dovedește a fi încă în viață și îl atacă pe Barr. Cei doi se luptă, iar Barr îl înjunghie și apoi îl împușcă.
Următoarea scenă prezintă înmormântarea lui Barr unde fratele său Ed (Larry Miller) susține un discurs. Într-o altă scenă, Ed merge la pescuit cu câinele lui Barr și se întâlnește cu fratele său care, în mod uimitor, este încă în viață.
Mai târziu, Barr își dezgroapă sicriul pentru a recupera o cutie veche și apoi se îndreaptă spre casă; conținutul cutiei nu este niciodată dezvăluit.

## Distribuție
- Sam Elliott - Calvin Barr
  - Aidan Turner - tânărul Calvin Barr

- Caitlin FitzGerald⁠(d) - Maxine
- Sean Bridgers⁠(d) - Domnul Gardner
- Ron Livingston⁠(d) - Flag Pin
- Ellar Coltrane⁠(d) - „funcționarul"
- Larry Miller⁠(d) - Ed
- Rizwan Manji⁠(d) - Maple Leaf
- Mark Steger - the Bigfoot
- Aubrey Hale - Rufus